# Nicky Butt
Nicholas "Nicky" Butt (* 21. ledna 1975, Gorton, Manchester) je anglický fotbalový trenér a bývalý fotbalový záložník, který působil v Manchesteru United. Je také spolumajitelem a výkonným ředitelem Salford City FC (vlastní 10%).
Butt hrál fotbal v letech 1992 až 2011. Většinu své kariéry strávil v United, se kterým vyhrál šest titulů Premier League, tři FA Cupy, čtyři FA Community Shieldy, Ligu mistrů UEFA a Interkontinentální pohár.